# Орсини-Розенберг

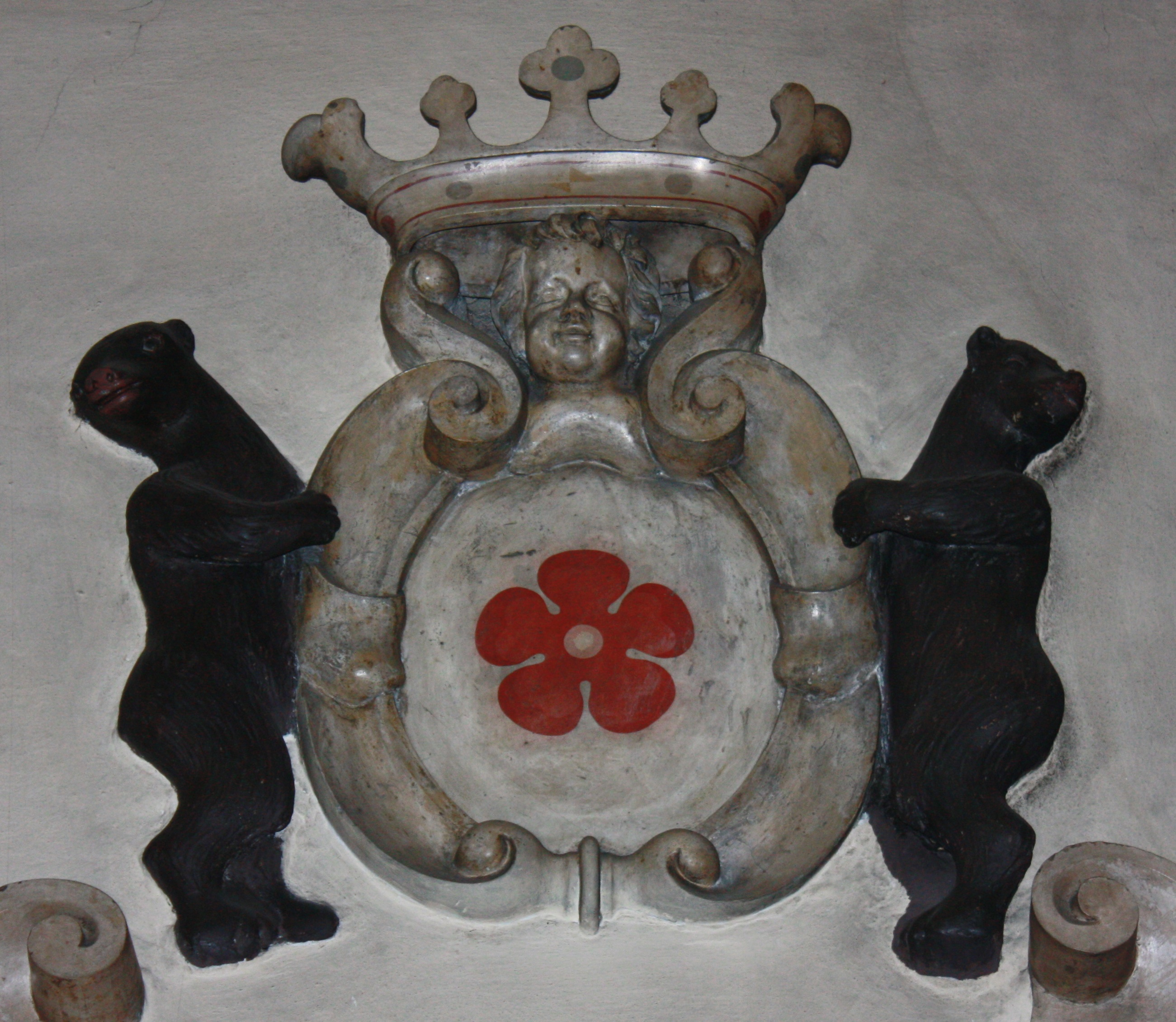
Герб на стене усыпальницы Орсини-Розенбергов в Клагенфуртском соборе

Орсини-Розенберги (Orsini-Rosenberg) — благородный штирийский род, из которого происходили габсбургские наместники Каринтии XVII—XVIII веков. Им принадлежали особняки и дворцы в Клагенфурте и его окрестностях, включая здания, ныне именуемые в Клагенфурте старой и новой ратушами. При роспуске Священной Римской империи в 1806 году род был медиатизирован.
До XVII века род Розенбергов считался худородным, однако в годы Тридцатилетней войны показал свою верность Габсбургам; в 1633 году его глава был удостоен титула барона, а в 1681 году — графа. В 1683 году штирийские Розенберги, претендовавшие на родство с угасшим чешским родом того же имени, прибавили к своей фамилии «Орсини» — имя одного из древнейших семейств папской знати, а также приняли герб итальянских Орсини (алая роза в белом поле). Утверждалось, что начало Розенбергам положил рыцарь Розини (Орсини), переехавший из Италии в Австрию в первой половине XII века.
Согласно современным архивным разысканиям, мелкопоместный штирийский рыцарь Конрад аб дем Розенперг, упомянутый в 1322 году, мог принадлежать к роду Грабен фон Штейн, в свою очередь происходившему от внебрачного сына одного из правителей Горицкой династии. Эта версия происхождения Орсини-Розенбергов также не является общепринятой.
Франц фон Орсини-Розенберг (1723—1796), выведенный в пьесе и фильме «Амадей», заведовал императорскими театрами Вены. Обращённая им к Моцарту просьба написать лёгкую оперу в итальянском духе привела к созданию «Свадьбы Фигаро». Как испытанный придворный и доверенное лицо сыновей Марии Терезии, по случаю коронации Леопольда II (1790) Орсини-Розенберг был возведён в князья. Далее этот титул носил его двоюродный племянник, Франц Сераф (1761—1832), кавалерийский генерал Наполеоновских войн.

Резиденции Орсини-Розенбергов
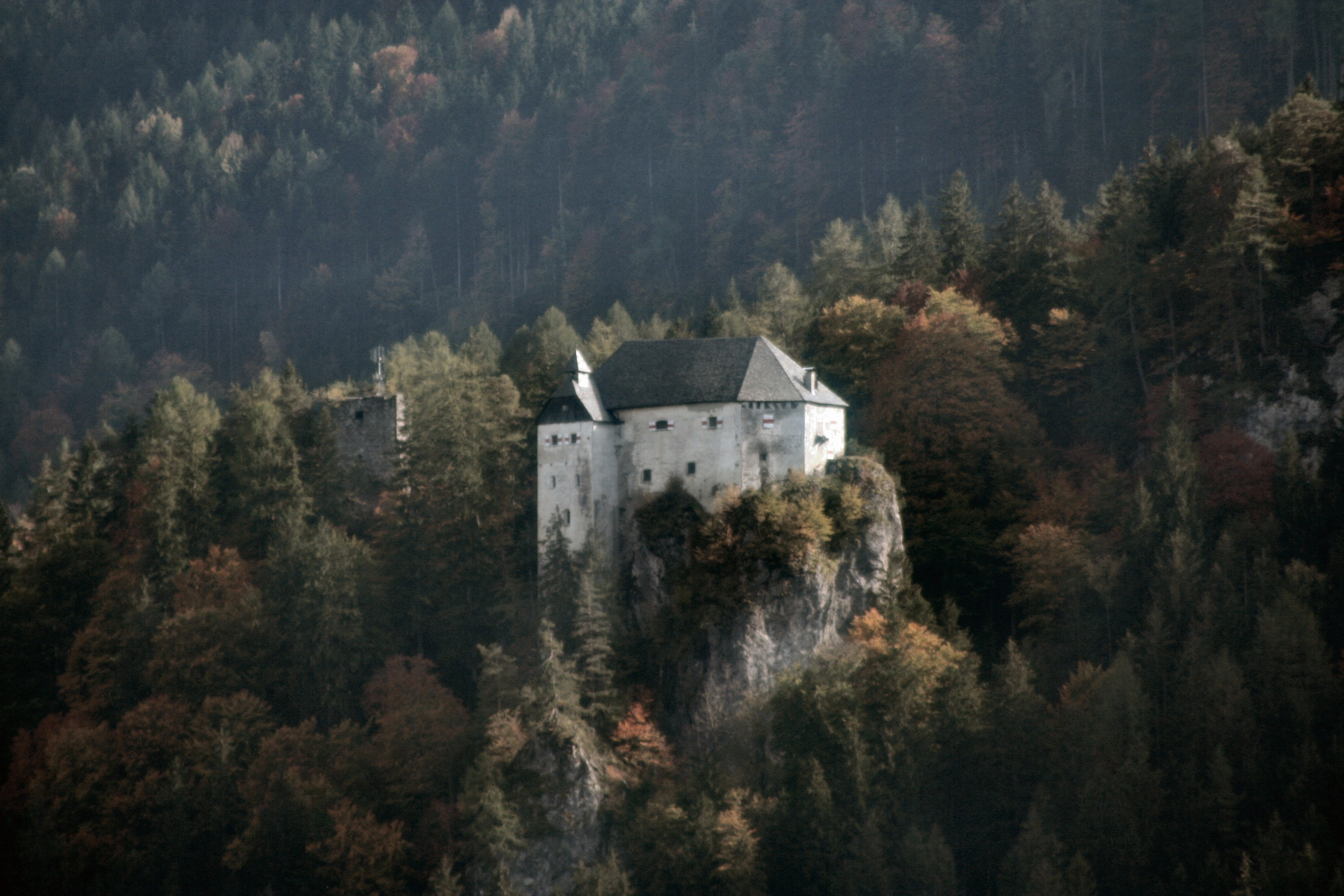
Замок Штейн
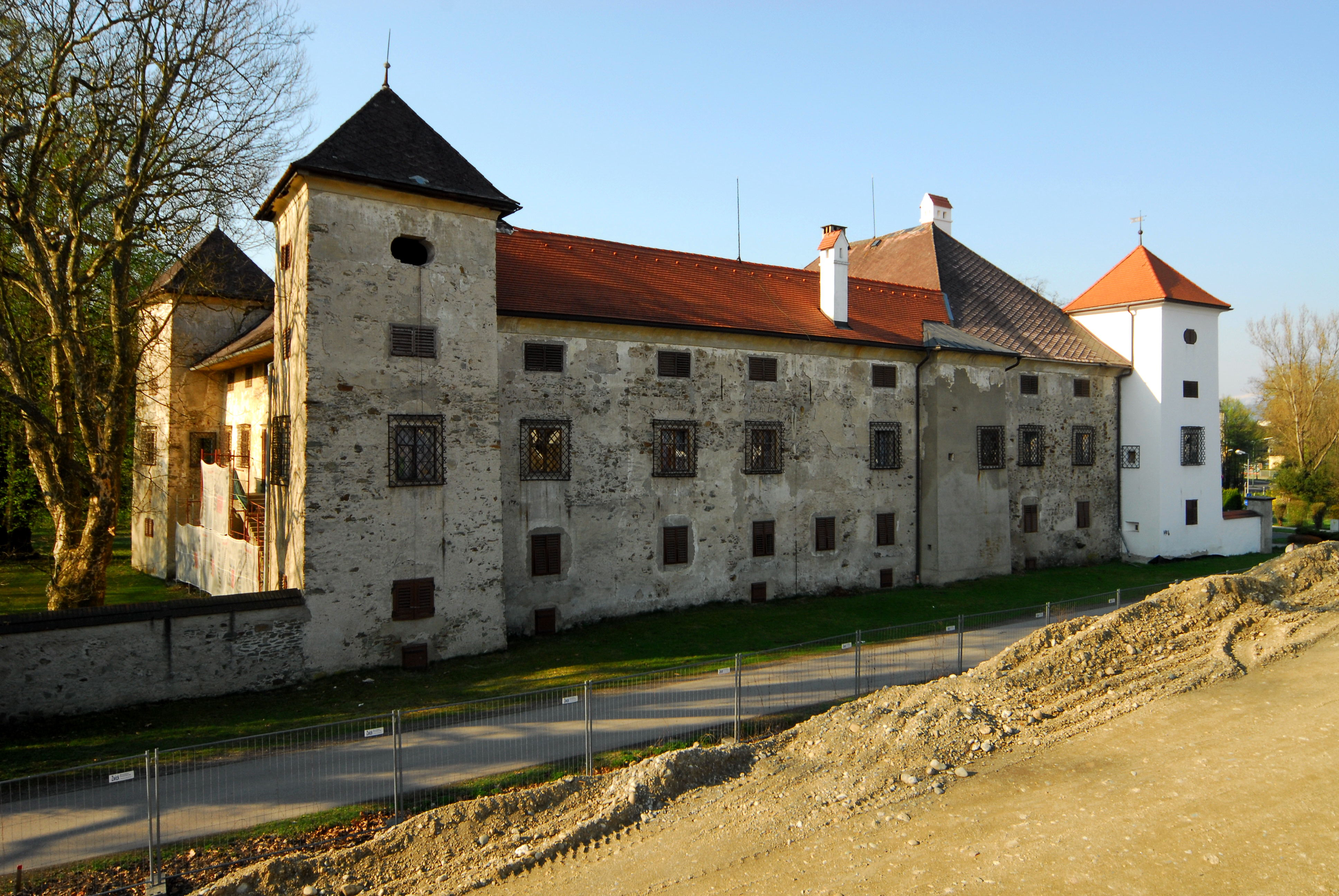
Замок Вельзенегг
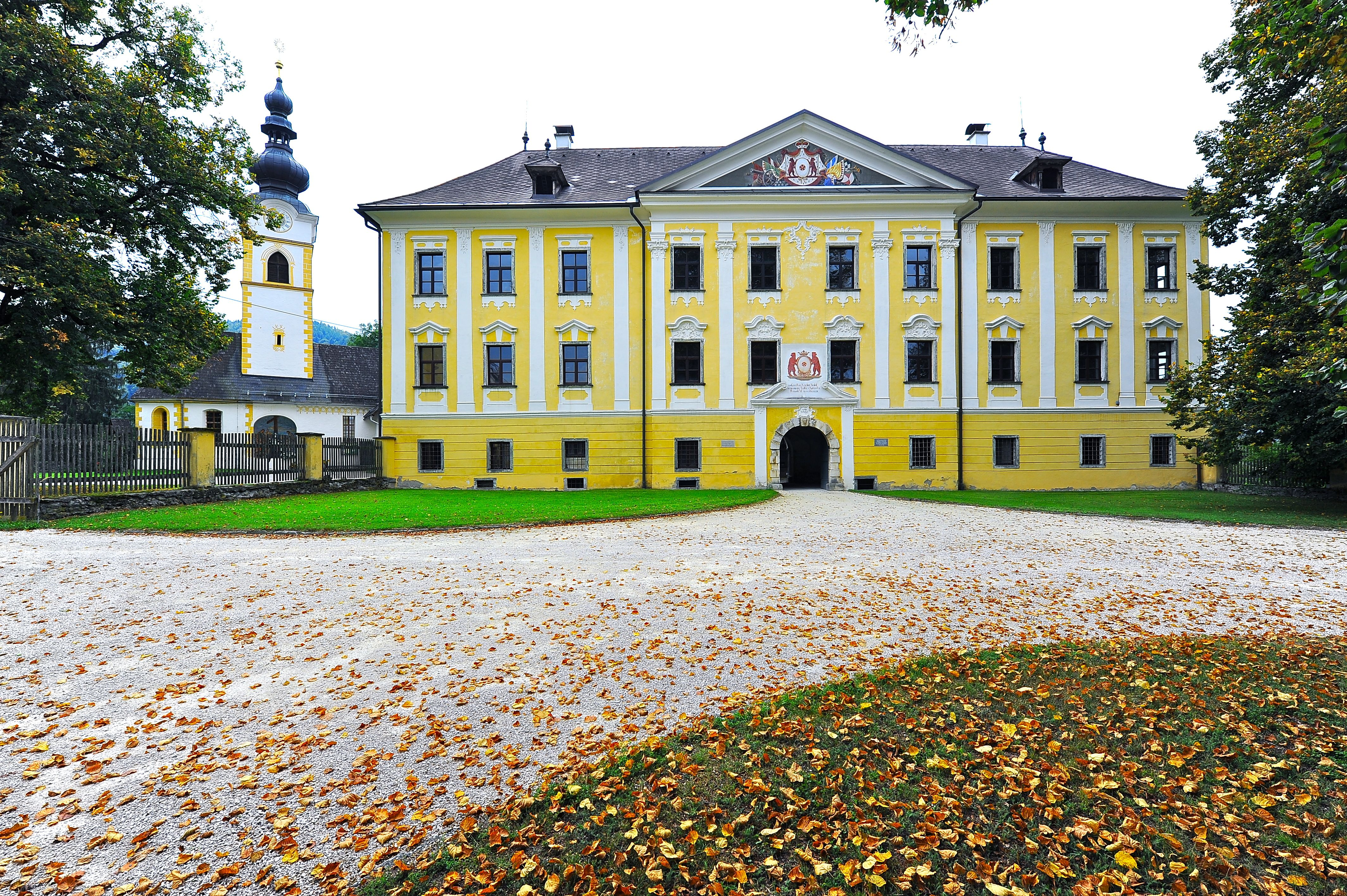
Имение Графенштейн
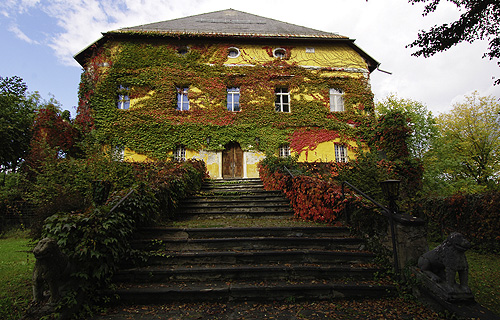
Имение Мария-Лоретто на берегу Вёртер-Зе
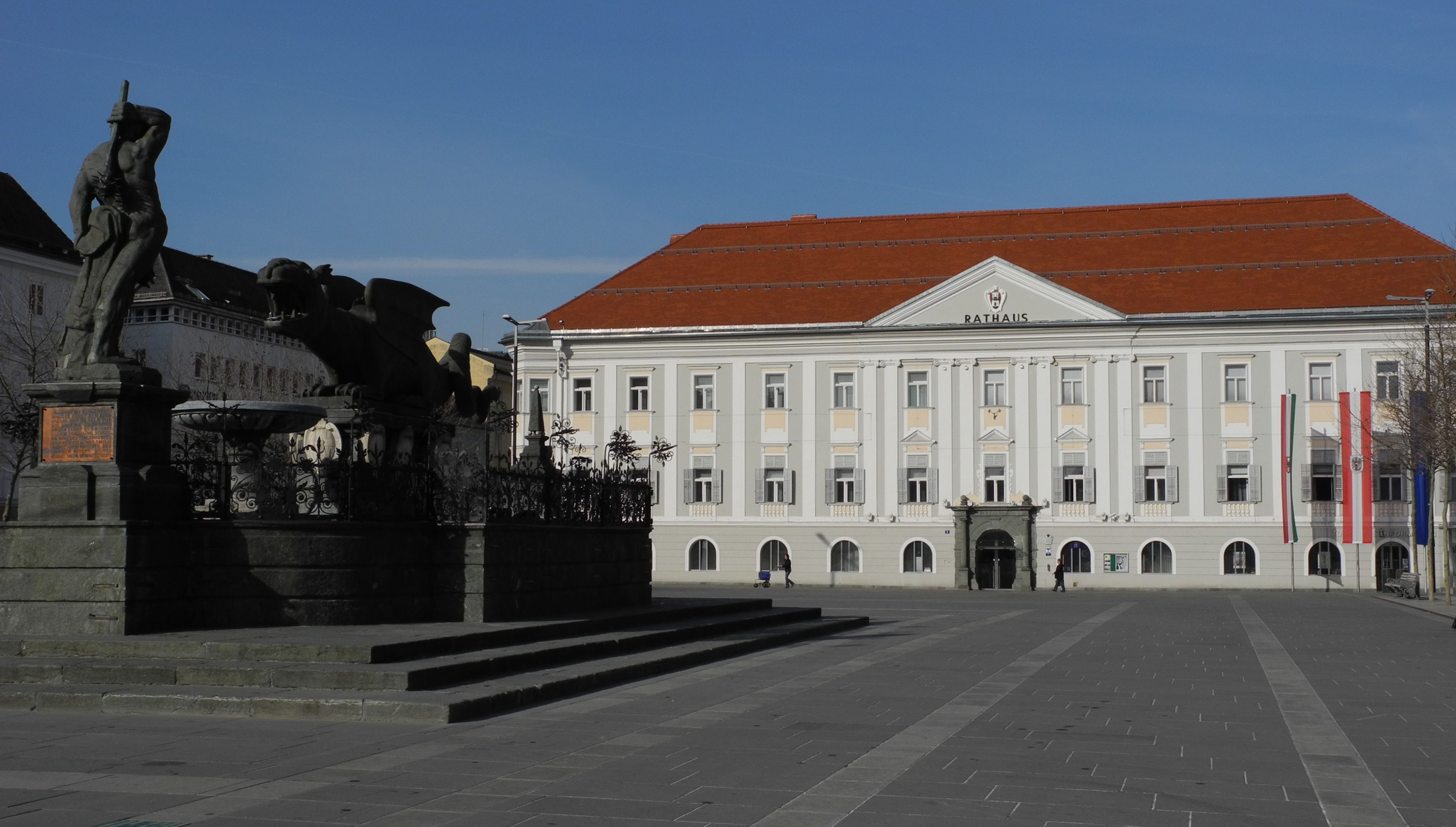
Дворец в Клагенфурте